# Antonio Boada
Antonio Boada (Caracas, Venezuela, 17 de agosto de 1981) es un futbolista venezolano. Juega de posición defensa y defensa central y su equipo actual es el Deportivo La Guaira de la Primera División de Venezuela desde 2013 en el Torneo Apertura.

## Trayectoria
Su primer club fue en las Divisiones Menores del Caracas FC donde luego estar hay en 2000 al 2001 pasa al Deportivo Galicia en el año de 2001 en la Primera División de Venezuela. Juega durante una temporada 2001-2002 y luego pasa al nuevo Unión Deportivo Marítimo de la Segunda División de Venezuela.

## Atlético Venezuela
En 2009 con el Atlético Venezuelade la Segunda División de Venezuela fue titular indiscutible y ha jugado tanto en la liga como en la Copa Venezuela donde en los octavos de final vencen al Campeón actual el Deportivo Anzoátegui de la primera División siendo el Atlético Venezuela el único equipo de la Segunda División que aun participa y siendo uno de los pilares en la defensa para obtener el triunfo por 1 a 0 de visitantes.

## Real Esppor Club
En el 2010 pasa a formar parte del Real Esppor Club de la Primera División de Venezuela. Debutó en el primer partido del Torneo Clausura contra Zulia FC con victoria de 2 goles por 0.

## Monagas Sport Club
En 2012 ha pasado a formar parte del Monagas Sport Club de la Primera División de Venezuela

## Selección nacional
No ha sido internacional con la Selección de fútbol de Venezuela.

## Carrera
| Club                         | País      | Periodo     | Liga | Goles | Copa | Goles |
| ---------------------------- | --------- | ----------- | ---- | ----- | ---- | ----- |
| Divisiones MenoresCaracas FC | Venezuela | 2000 - 2001 | 18   | 0     | 0    | 0     |
| Deportivo Galicia            | Venezuela | 2001 - 2002 | 17   | 0     | 0    | 0     |
| U.D.Marítimo                 | Venezuela | 2002-2003   | 19   | 0     | 0    | 0     |
| Unión Lara                   | Venezuela | 2003-2004   | 17   | 0     | 0    | 0     |
| Deportivo Galicia            | Venezuela | 2004-2005   | 18   | 4     | 0    | 0     |
| Deportivo Anzoátegui         | Venezuela | 2005-2006   | 22   | 0     | 0    | 0     |
| Estrella Roja                | Venezuela | 2006-2007   | 19   | 0     | 0    | 0     |
| Deportivo Italia             | Venezuela | 2007-2009   | 34   | 0     | 2    | 0     |
| Atlético Venezuela           | Venezuela | 2009 - 2010 | 15   | 0     | 3    | 0     |
| Real Esppor Club             | Venezuela | 2010        | 11   | 1     | 0    | 0     |
| Real Esppor Club             | Venezuela | 2010 - 2011 | 0    | 0     | 0    | 0     |
| TOTALES DESDE                | Venezuela | 2001 - 2009 | 151  | 5     | 5    | 0     |

## Palmarés

### Campeonatos nacionales
| Título                | Club             | País      | Año  |
| --------------------- | ---------------- | --------- | ---- |
| Campeón Apertura 2008 | Deportivo Italia | Venezuela | 2008 |
| Título                | Club             | País      | Año  |
| Título                | Club             | País      | Año  |

(*) Incluyendo la selección

### Distinciones individuales
| Distinción | Año |
| ---------- | --- |
| Distinción | Año |
| Distinción | Año |
| Distinción | Año |